# Tillmann Uhrmacher
Tillmann Rudolf Uhrmacher (* 14. Mai 1967; † 30. Mai 2011) war ein deutscher DJ, Musikproduzent und Radiomoderator im Bereich der elektronischen Tanzmusik.

## Biographie
Seine ersten musikalischen Erfolge erzielte Uhrmacher als Mitglied der 1988 gegründeten Band Mysterious Art. Die erste Single Das Omen (Teil 1) wurde ein Nummer-eins-Hit in Deutschland und wurde über 400.000 Mal verkauft. Der Song war insgesamt 29 Wochen in den deutschen Verkaufscharts und war die zweiterfolgreichste Single des Jahres. Die Nachfolgesingle kam ebenfalls in die Top 10. Die Band trat 1990 als Vorgruppe bei Madonnas Blond Ambition World Tour auf.
Im Juni 1990 begann Uhrmacher die Radiosendung MaxiMal. Diese wurde wöchentlich samstagabends auf RPR1 ausgestrahlt. Im Jahr 1995 wurde die Sendung auf Freitagabend verlegt und die Sendezeit verlängert. Seit dem 26. Januar 2001 wurde MaxiMal freitags auf sunshine live und nicht mehr RPR1 ausgestrahlt und blieb dort ohne größere Unterbrechungen bis zum 18. März 2011. An diesem Tag moderierte Uhrmacher seine letzte MaxiMal-Sendung. Sie war zu diesem Zeitpunkt die älteste Radio-Show für elektronische Musik im deutschen Radio. In den Folgemonaten strahlte sunshine live noch einige MaxiMal-Sendungen aus, jedoch ließ sich Uhrmacher in diesen Sendungen immer vertreten.
1994 erhielt er einen Eintrag im Guinness-Buch der Rekorde für 80 Stunden Nonstop-Dauermoderation. Daneben produzierte Uhrmacher auch eine Compilation-Serie namens MaxiMal In The Mix. Zuletzt erschien im April 2009 die zehnte Ausgabe.
1999 veröffentlichte Uhrmacher seine erste Solo-Single Bassfly. Danach produzierte er zusammen mit Mauro Picotto unter dem Pseudonym Lava die beiden Singles Autumn und Spring Time. Die 2001 veröffentlichte Single On the Run erreichte Platz 16 in den britischen Singlecharts.
Uhrmacher hatte auch Auftritte auf kleineren und größeren Festivals im Bereich der elektronischen Musik. Seit 1999 hatte er jedes Jahr mindestens einen Auftritt auf einer der Hauptbühnen bei Nature One und in einigen Jahren hatte er dort noch zusätzliche Auftritte auf kleineren Bühnen, zudem moderierte er von dort die Liveübertragungen für Sunshine Live. Ein kleinerer Auftritt bei der Nature One 2011 war geplant gewesen. Zuletzt musste er aufgrund gesundheitlicher Probleme mehrfach Konzerte absagen oder abbrechen.
Am 8. Juni 2011 wurde von Uhrmachers Familie mitgeteilt, dass er tot in seiner Wohnung aufgefunden wurde. Als Sterbedatum wurde der 30. Mai 2011 bekanntgegeben.

## Diskographie

### Singles
Mit Mysterious Art
- 1989: Das Omen (Teil 1)
- 1989: Carma – Omen II
- 1990: Requiem
- 1991: High On Mystic Mountain
- 1991: Lovin’ You / Awaken

Mit Mauro Picotto unter dem Pseudonym Lava
- 2000: Autumn
- 2001: Spring Time (Let Yourself Go)

Solo
- 1999: Bassfly (feat. Peter Ries)
- 2000: Free (feat. Peter Ries)
- 2001: On the Run
- 2001: Friends
- 2006: The Pride In Your Eyes (Om Namah Shivaya)

### Remixe (Auswahl)
- Culture Beat – Got to Get It (1993)
- Culture Beat – Anything (1994)
- Masterboy – Is This the Love (1994)
- Culture Beat – Crying in the Rain (1996)
- Marky Mark – Hey DJ (1997)
- Taucher – Pictures of a Gallery (2001)
- Goldtrix pres. Andrea Brown – It’s Love (Trippin’) (2001)
- CRW feat. Veronika – Like a Cat (2002)
- Ian Van Dahl – Try (2002)
- Mauro Picotto – Pulsar (2002)
- The Clergy – The Oboe Song (2002)
- Velvet – China in Your Hands (2002)
- The Spacelovers – Space Lover (2002)
- Rochus – High Noon (2002)
- Safri Duo feat. Michael McDonald – Sweet Freedom (2002)
- Tomcraft – Loneliness (2003)
- DJ Tatana – Elements of Culture (2004)
- Nature One Inc. – Live Your Passion (2006)
- Mindsoundscapes – Evangelion (2007)
- Nature One Inc. – Das Dreizehnte Land (2007)
- Members of Mayday – New Euphoria (2007)